# Estrada de Ferro Santa Catarina
A E. F. Santa Catarina foi uma ferrovia que cruzava o Vale do Itajaí, em Santa Catarina, quando inaugurada ligava as cidades de Blumenau a Warnow, em Indaial. Sua extensão máxima foi de 184 quilômetros.
Construída no início do século passado por descendentes alemães, a E. F. Santa Catarina foi inaugurada em 3 de maio de 1909 e desativada em 1971, sendo que sua última utilização na enchente de 1984 para atendimento às vítimas da catástrofe.
Seu projeto original era ligar o Porto de Itajaí até a Argentina, e se entroncaria com a linha Rio Negro - Vacaria em Ponte Alta (entre Curitibanos e Lages) e com a linha Itararé - Uruguai em Herval d'Oeste, até alcançar a fronteira em Dionísio Cerqueira. Porém, a linha jamais atingiu a Serra Geral, tendo Agrolândia seu ponto máximo.
Foi uma ferrovia isolada, partindo do litoral (Itajaí) no sentido do interior, buscando as linhas da RVPSC, entretanto a linha tronco, Itajaí - São João (Agrolândia) nem o ramal, Subida (Apiúna) – Ibirama (antiga Hammonia ou Hamônia) atingiram esse objetivo.
No final da década de 1950 foi incorporada à RFFSA, porém os recursos para a expansão nunca chegavam. Isolada da malha nacional, foi caindo em desuso. Com a abertura do asfalto da BR 470, perdeu ainda mais importância.
Foi finalmente desativada em 1971 (o Ramal de Subida, que saía da localidade de mesmo nome até Ibirama, já havia sido fechado em 1964. Os planos do ramal era atingir o Norte catarinense, mas com a abertura do Tronco Sul (Rio Negro – Roca Sales), foi abandonado pela RFFSA, com a alegação que a ferrovia se tornada antieconômica, assim como várias outras no Brasil nessa época. Logo em seguida teve a retirada dos trilhos da ferrovia, sob protestos da população. E suas estações, na grande maioria, demolidas ou depredadas, pontes ruídas, e seu leito nas áreas urbanas cobertos pelo asfalto.

## Revitalização
Existe um projeto para revitalização da EFSC, chamado de Ferrovia das Bromélias, no traçado original, entre as estações de Matador (Rio do Sul) à Apiúna. Uma locomotiva a vapor, carros de passageiros, a estação de Matador foram restauradas pela ABPF, assim como o reassentamento dos trilhos, doados pelo DNIT, no trecho próximo a esta estação. O projeto consiste em passeios turísticos neste trecho, tendo o principal apelo as paisagens verdes do Vale, com as corredeiras do Itajaí-Açu logo abaixo, além de contar a história da colonização desta região e das engenharias utilizadas pela esquecida ferrovia.

## Futuro
Existem estudos para a construção da Ferrovia Leste-Oeste (EF-280), resgatando o velho objetivo da EFSC, interligar o Porto de Itajaí à Argentina. A necessidade dessa ferrovia se dá pela constante evolução deste porto, um dos mais importantes do Brasil, e o tráfego saturado da BR 470. Não se descarta o uso de trens de passageiros pela futura linha, por ela sair do país vizinho até o Litoral, sendo assim, um projeto bastante estratégico, mais de 30 anos depois do seu abandono.